# Tosanoides filamentosus
Tosanoides filamentosus är en fiskart som beskrevs av Kamohara, 1953. Tosanoides filamentosus ingår i släktet Tosanoides och familjen havsabborrfiskar. Inga underarter finns listade i Catalogue of Life.